# Félix Goethals
Félix Goethals (Rinxent, 14 de gener de 1891 – Capinghem, 24 de setembre de 1962) va ser un ciclista francès que fou professional entre 1914 i 1926. La Primera Guerra Mundial suposà un important parèntesi en la seva vida professional.
Durant la seva carrera professional destaquen set victòries d'etapa aconseguides al Tour de França.

## Palmarès
- 1914
  - 1r al Circuit de Calais
- 1919
  - 1r al Circuit de Champagne
- 1920
  - Vencedor d'una etapa al Tour de França
- 1921
  - 1r a la París-Bourganeuf
  - Vencedor de 3 etapes al Tour de França
- 1923
  - Vencedor de 2 etapes al Tour de França
- 1924
  - 1r del Circuit del Pas de Calais
  - 1r del Circuit del Nord de França
  - Vencedor d'una etapa al Tour de França
- 1925
  - 1r de la París-Calais

### Resultats al Tour de França
- 1919. Abandona (10a etapa)
- 1920. 9è de la classificació general. Vencedor d'una etapa
- 1921. 10è de la classificació general. Vencedor de 3 etapes
- 1922. Abandona (6a etapa)
- 1923. 13è de la classificació general. Vencedor de 2 etapes
- 1924. 25è de la classificació general. Vencedor d'una etapa